# Leopold Fonck
Leopold Fonck (* 14 de janeiro de 1865 em Knowledge perto de Weeze; † 19 de Outubro de 1930 em Viena) foi um jesuíta alemão, teólogo e professor universitário.

## Vida
Leopold Fonck nasceu em Knowledge em 1865 como filho de um mestre de aluguel e completou sua carreira escolar no Gymnasium Thomaeum em Kempen. De 1883 a 1890 Fonck estudou filosofia e teologia no Collegium Germanicum em Roma e foi ordenado sacerdote em 1889. A partir de 1890 trabalhou como líder espiritual em Telgte perto de Münster e ingressou na ordem jesuíta em 1892. A partir de 1893, Fonck empreendeu viagens de estudo de orientação bíblica-oriental à Inglaterra, Egito e Palestina e estudou de 1896 a 1899 nas Universidades de Berlim e Munique, após o que trabalhou de 1901 a 1907 como professor de exegese do Novo Testamento em Innsbruck.
Em 1908, Fonck foi nomeado professor de exegese do Novo Testamento na Pontifícia Universidade Gregoriana de Roma. Em 1909, o Papa Pio X confiou-lhe a criação e gestão do Pontifício Instituto Bíblico ( Pontificio Istituto Biblico ),  que foi criado pela Exortação Apostólica Vinea Electa de 7 de maio do mesmo ano,  e o nomeou Consultor da Pontifícia Comissão Bíblica. Com a eclosão da Primeira Guerra Mundial, o trabalho de Fonck foi interrompido e ele passou os anos de guerra na Suíça. De 1919 a 1929, Fonck foi novamente professor de exegese em Roma.
Após sua aposentadoria, ele viajou para Praga como capelão acadêmico e no verão de 1930 para Viena, onde morreu no mesmo ano.